# 林文焕
林文焕（1462年—？），字允章，號省斋，福建六鳌千户所人，軍籍，明朝政治人物。

## 生平
弘治五年（1492年）壬子科福建鄉試第四十一名舉人。弘治十二年（1499年）中式己未科會試第一百五十四名，三甲第一百六十七名進士。歷官工部主事，分管济宁工部分司。

## 家族
曾祖林復初；祖林仲威；父林旹道。母鄭氏。永感下。兄林隆。